# 白川町立佐見小学校
白川町立佐見小学校（しらかわちょうりつ さみしょうがっこう）は岐阜県加茂郡白川町上佐見にある公立の小学校。

## 沿革
- 1976年（昭和51年）4月 - 上佐見小学校と下佐見小学校を統合し、白川町立佐見小学校として開校。校舎は岐阜県加茂郡白川町上佐見487番地に新築。
- 1992年（平成4年） - プールが完成。
- 2022年（令和4年） - 2学期から旧白川町立佐見中学校校舎に移転[2]（当初計画では4月移転[3]）

## 通学区域
- 加茂郡白川町
  - 上佐見
  - 下佐見[4]

## 進学先中学校
- 白川町立白川中学校

## 周辺
- 国道256号線
- 岐阜県道62号下呂白川線
- 佐見地区公民館
- 佐見郵便局
- 佐見川

## その他
- 上佐見487番地の旧・佐見小学校の建物は地域で活用されることになり、体育館は2024年（令和6年）3月に地歌舞伎の佐見歌舞伎の常設舞台に改装された。

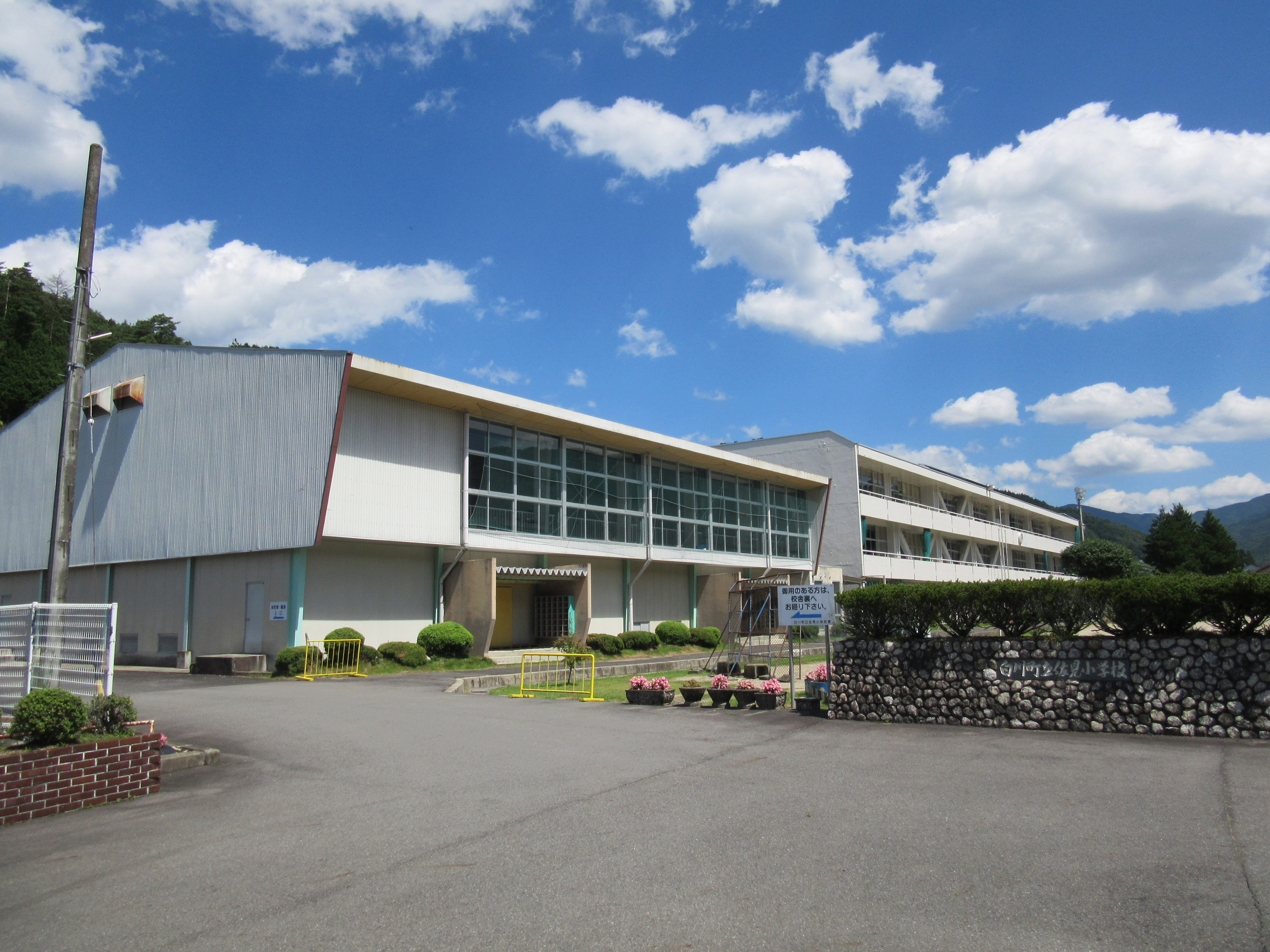
2022年7月までの白川町立佐見小学校校舎